# هورسفورث
latitudeهورسفورثlongitudeهورسفورث
هورسفورث (به انگلیسی: Horsforth) یک شهرک در بریتانیا است که در انگلستان واقع شده‌است.

## نگارخانه

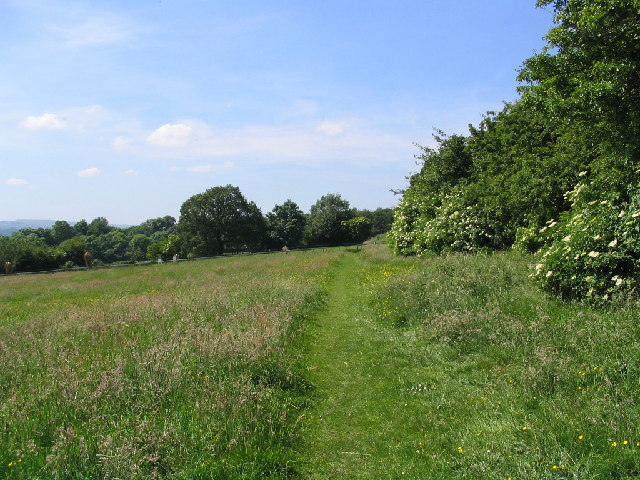
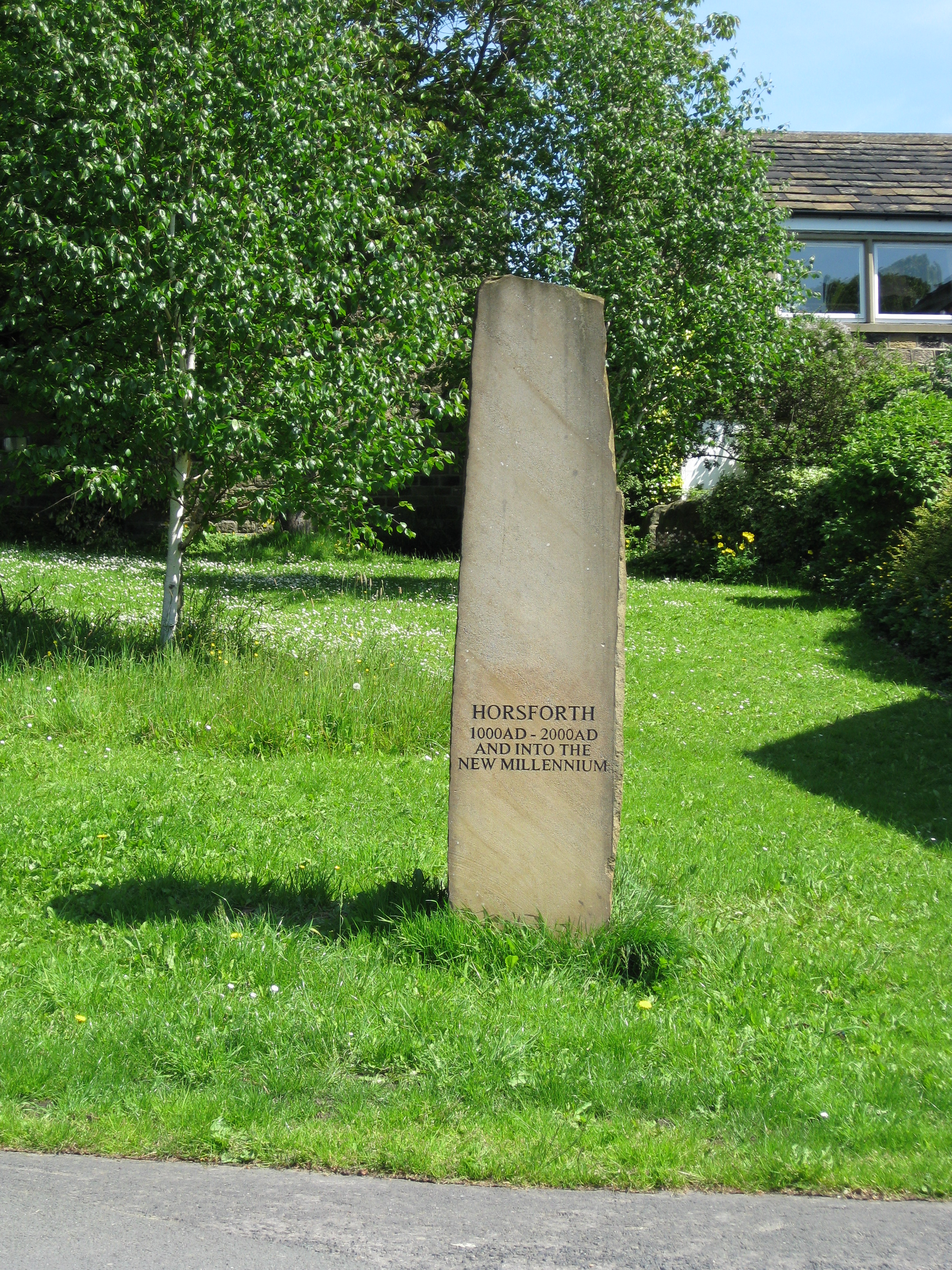

## خصوصیات
هورسفورث ۲۱٬۵۶۲ نفر جمعیت دارد.